# 夸特雷通德塔
夸特雷通德塔，是西班牙巴伦西亚自治区阿利坎特省的一个市镇。总面积17km2，总人口166人（2001年），人口密度10人/km2。